# آرثر جاكوبسون
آرثر جاكوبسون (بالإنجليزية: Arthur Jacobson)‏ هو مخرج أمريكي، ولد في 23 أكتوبر 1901 في نيويورك في الولايات المتحدة، وتوفي في 6 أكتوبر 1993 في وودلاند هيلز، كاليفورنيا في الولايات المتحدة.

## وصلات خارجية
- آرثر جاكوبسون على موقع IMDb (الإنجليزية)
- آرثر جاكوبسون على موقع أول موفي (الإنجليزية)
- آرثر جاكوبسون على موقع قاعدة بيانات الأفلام السويدية (السويدية)
- آرثر جاكوبسون على موقع قاعدة بيانات الفيلم (الإنجليزية)
- آرثر جاكوبسون على موقع كينوبويسك (الروسية)